# Caciotta

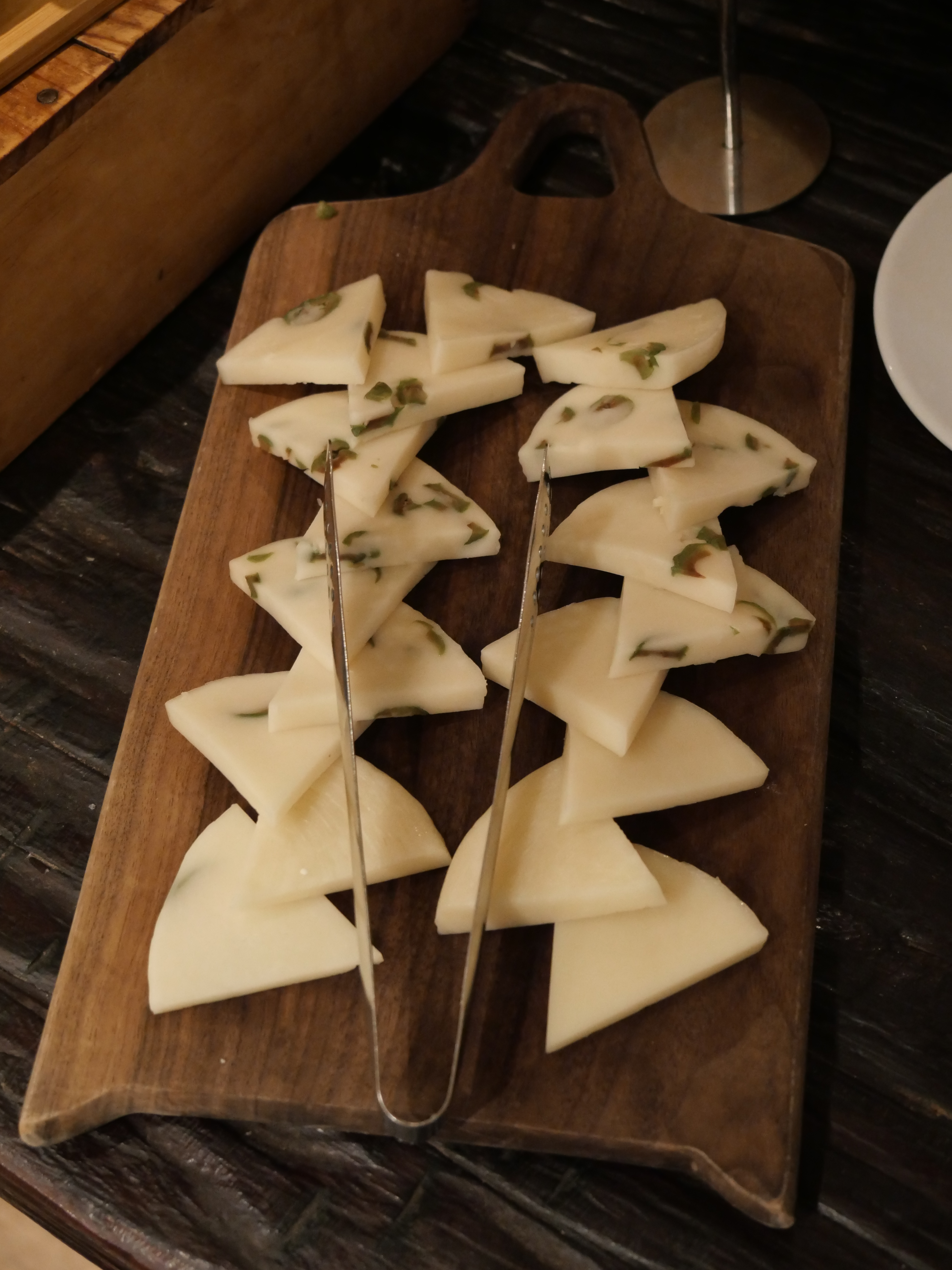
Caciotta normal y caciotta con aceitunas

Caciotta, también escrito a veces como casciotta, es un término genérico que designa a un tipo de queso italiano. Se trata de una denominación genérica de quesos artesanos elaborados de la manera tradicional. Son de pequeño tamaño, en torno a un kilo. Se elaboran por todo el centro de Italia y en particular en Toscana, tanto de forma artesanal como industrial. 
La leche puede ser de vaca, de cabra o de oveja o incluso búfalo de agua. Se le puede añadir trufa o ajo. Tienen forma de cilindro plano con los lados redondeados. La pasta está semicocida. Se consume joven, con un mes de maduración. El sabor es suave, a nuez. Entre este tipo de quesos cabe señalar la Caciotta Toscana o el Cacio Fiore, un caciotta teñido con azafrán. 
La Casciotta d'Urbino es un queso con denominación de origen.